# Listă de filme de groază din 1961
Aceasta este o listă de filme de groază din 1961.
| Titlu                              | Regizor                     | Distribuție                                   | Țara                                                                               | Note   |
| ---------------------------------- | --------------------------- | --------------------------------------------- | ---------------------------------------------------------------------------------- | ------ |
| The Beast of Yucca Flats           | Coleman Francis             | Douglas Mellor, Larry Aten, Barbara Francis   | Statele Unite ale Americii                                                         | [ 1 ]  |
| Creature from the Haunted Sea      | Roger Corman, Monte Hellman | Roger Corman, Edward Wain, E. R. Alvarez      | Statele Unite ale Americii                                                         | [ 2 ]  |
| The Curse of the Crying Woman      | Rafael Baledon              | Rosita Arenas, Abel Salazar, Rita Macedo      | Mexic                                                                              | [ 3 ]  |
| The Curse of the Werewolf          | Terence Fisher              | Clifford Evans, Oliver Reed, Yvonne Romain    | Regatul Unit al Marii Britanii și al Irlandei de Nord · Statele Unite ale Americii | [ 4 ]  |
| Doctor Blood's Coffin              | Sidney J. Furie             | Hazel Court, Ian Hunter, Kieron Moore         | Regatul Unit al Marii Britanii și al Irlandei de Nord · Statele Unite ale Americii | [ 5 ]  |
| Homicidal                          | William Castle              | Glenn Corbett, Patricia Breslin, Jean Arless  | Statele Unite ale Americii                                                         | [ 6 ]  |
| The Innocents                      | Jack Clayton                | Deborah Kerr, Megs Jenkins, Pamela Franklin   | Regatul Unit al Marii Britanii și al Irlandei de Nord                              | [ 7 ]  |
| Konga                              | John Lemont                 | Michael Gough, Margo Johns, Jess Conrad       | Regatul Unit al Marii Britanii și al Irlandei de Nord · Statele Unite ale Americii | [ 8 ]  |
| Lycanthropus                       | Paolo Heusch                | Barbara Lass, Carl Schell, Curt Lowens        | Austria · Italia                                                                   | [ 9 ]  |
| Maciste in the Land of the Cyclops | Antonio Leonviola           | Gordon Mitchell, Chelo Alonso, Vira Silenti   | Italia                                                                             | [ 10 ] |
| The Mask                           | Julian Roffman              | Paul Stevens, Claudette Nevins, Anne Collings | Canada                                                                             | [ 11 ] |
| Mr. Sardonicus                     | William Castle              | Guy Rolfe, Audrey Dalton, Oscar Homolka       | Statele Unite ale Americii                                                         | [ 12 ] |
| The Pit and the Pendulum           | Roger Corman                | Vincent Price, John Kerr, Barbara Steele      | Statele Unite ale Americii                                                         | [ 13 ] |
| Shadow of the Cat                  | John Gilling                | Andre Morell, Barbara Shelley, William Lucas  | Regatul Unit al Marii Britanii și al Irlandei de Nord · Statele Unite ale Americii | [ 14 ] |